# Матч за звание чемпиона мира по шахматам 1985

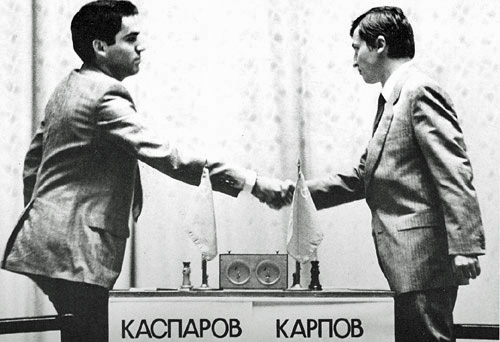
Гарри Каспаров и Анатолий Карпов после завершения очередной партии

Матч на первенство мира по шахматам проходил с 3 сентября по 9 ноября 1985 года в Москве в Концертном зале имени П. И. Чайковского.
После того как матч между Карповым и Каспаровым 1984—1985 был прерван после 48 партий без объявления победителя, новый матч игрался уже по новому регламенту: до 6 побед, но не более 24 партий. Право чемпиона на матч-реванш в случае поражения было отменено, но с учётом того, что такое право было у чемпиона в предыдущем матче, только для данного матча было сделано исключение. Кроме того, трёхлетний цикл матчей был заменён двухлетним.
Главные арбитры — Андрей Малчев (Болгария) и Владас Микенас (СССР).
Одержав победу в завершающей 24 партии со счётом +5 −3 =16, Гарри Каспаров стал 13-м чемпионом мира по шахматам, прервав 10-летнее правление 34-летнего Карпова на шахматном троне и при этом поставив рекорд по возрасту — 22 года. В 1986 году Карпов воспользовался правом на матч-реванш.

## Таблица матча
| №           | Участники        | Рейтинг     | 1     | 2     | 3     | 4     | 5     | 6     | 7     | 8     | 9    | 10   | 11   | 12   |
| ----------- | ---------------- | ----------- | ----- | ----- | ----- | ----- | ----- | ----- | ----- | ----- | ---- | ---- | ---- | ---- |
| 1           | Каспаров, Гарри  | 2700        | 1     | ½     | ½     | 0     | 0     | ½     | ½     | ½     | ½    | ½    | 1    | ½    |
| 2           | Карпов, Анатолий | 2720        | 0     | ½     | ½     | 1     | 1     | ½     | ½     | ½     | ½    | ½    | 0    | ½    |
| Игровые дни | Игровые дни      | Игровые дни | 3.9   | 5.9   | 10.9  | 12.9  | 14.9  | 19.9  | 21.9  | 24.9  | 26.9 | 28.9 | 1.10 | 3.10 |
| №           | Участники        | 13          | 14    | 15    | 16    | 17    | 18    | 19    | 20    | 21    | 22   | 23   | 24   | Очки |
| 1           | Каспаров, Гарри  | ½           | ½     | ½     | 1     | ½     | ½     | 1     | ½     | ½     | 0    | ½    | 1    | 13   |
| 2           | Карпов, Анатолий | ½           | ½     | ½     | 0     | ½     | ½     | 0     | ½     | ½     | 1    | ½    | 0    | 11   |
| Игровые дни | Игровые дни      | 8.10        | 10.10 | 12.10 | 15.10 | 17.10 | 22.10 | 24.10 | 26.10 | 31.10 | 5.11 | 7.11 | 9.11 |      |

## Примечательные партии

### Карпов — Каспаров
|   | a | b | c | d | e | f | g | h |   |
| - | --- | --- | --- | --- | --- | --- | --- | --- | - |
| 8 | c8 чёрная ладья · d8 чёрный ферзь · e8 чёрная ладья · g8 чёрный король · f7 чёрная пешка · g7 чёрная пешка · a6 чёрная пешка · d6 чёрный слон · f6 чёрный конь · h6 чёрная пешка · d5 белая пешка · f5 чёрный слон · a4 белый конь · b4 чёрная пешка · b3 белая пешка · d3 чёрный конь · f3 белый слон · g3 белый слон · a2 белая пешка · d2 белый ферзь · f2 белая пешка · g2 белая пешка · h2 белая пешка · b1 белый конь · d1 белая ладья · f1 белая ладья · g1 белый король | c8 чёрная ладья · d8 чёрный ферзь · e8 чёрная ладья · g8 чёрный король · f7 чёрная пешка · g7 чёрная пешка · a6 чёрная пешка · d6 чёрный слон · f6 чёрный конь · h6 чёрная пешка · d5 белая пешка · f5 чёрный слон · a4 белый конь · b4 чёрная пешка · b3 белая пешка · d3 чёрный конь · f3 белый слон · g3 белый слон · a2 белая пешка · d2 белый ферзь · f2 белая пешка · g2 белая пешка · h2 белая пешка · b1 белый конь · d1 белая ладья · f1 белая ладья · g1 белый король | c8 чёрная ладья · d8 чёрный ферзь · e8 чёрная ладья · g8 чёрный король · f7 чёрная пешка · g7 чёрная пешка · a6 чёрная пешка · d6 чёрный слон · f6 чёрный конь · h6 чёрная пешка · d5 белая пешка · f5 чёрный слон · a4 белый конь · b4 чёрная пешка · b3 белая пешка · d3 чёрный конь · f3 белый слон · g3 белый слон · a2 белая пешка · d2 белый ферзь · f2 белая пешка · g2 белая пешка · h2 белая пешка · b1 белый конь · d1 белая ладья · f1 белая ладья · g1 белый король | c8 чёрная ладья · d8 чёрный ферзь · e8 чёрная ладья · g8 чёрный король · f7 чёрная пешка · g7 чёрная пешка · a6 чёрная пешка · d6 чёрный слон · f6 чёрный конь · h6 чёрная пешка · d5 белая пешка · f5 чёрный слон · a4 белый конь · b4 чёрная пешка · b3 белая пешка · d3 чёрный конь · f3 белый слон · g3 белый слон · a2 белая пешка · d2 белый ферзь · f2 белая пешка · g2 белая пешка · h2 белая пешка · b1 белый конь · d1 белая ладья · f1 белая ладья · g1 белый король | c8 чёрная ладья · d8 чёрный ферзь · e8 чёрная ладья · g8 чёрный король · f7 чёрная пешка · g7 чёрная пешка · a6 чёрная пешка · d6 чёрный слон · f6 чёрный конь · h6 чёрная пешка · d5 белая пешка · f5 чёрный слон · a4 белый конь · b4 чёрная пешка · b3 белая пешка · d3 чёрный конь · f3 белый слон · g3 белый слон · a2 белая пешка · d2 белый ферзь · f2 белая пешка · g2 белая пешка · h2 белая пешка · b1 белый конь · d1 белая ладья · f1 белая ладья · g1 белый король | c8 чёрная ладья · d8 чёрный ферзь · e8 чёрная ладья · g8 чёрный король · f7 чёрная пешка · g7 чёрная пешка · a6 чёрная пешка · d6 чёрный слон · f6 чёрный конь · h6 чёрная пешка · d5 белая пешка · f5 чёрный слон · a4 белый конь · b4 чёрная пешка · b3 белая пешка · d3 чёрный конь · f3 белый слон · g3 белый слон · a2 белая пешка · d2 белый ферзь · f2 белая пешка · g2 белая пешка · h2 белая пешка · b1 белый конь · d1 белая ладья · f1 белая ладья · g1 белый король | c8 чёрная ладья · d8 чёрный ферзь · e8 чёрная ладья · g8 чёрный король · f7 чёрная пешка · g7 чёрная пешка · a6 чёрная пешка · d6 чёрный слон · f6 чёрный конь · h6 чёрная пешка · d5 белая пешка · f5 чёрный слон · a4 белый конь · b4 чёрная пешка · b3 белая пешка · d3 чёрный конь · f3 белый слон · g3 белый слон · a2 белая пешка · d2 белый ферзь · f2 белая пешка · g2 белая пешка · h2 белая пешка · b1 белый конь · d1 белая ладья · f1 белая ладья · g1 белый король | c8 чёрная ладья · d8 чёрный ферзь · e8 чёрная ладья · g8 чёрный король · f7 чёрная пешка · g7 чёрная пешка · a6 чёрная пешка · d6 чёрный слон · f6 чёрный конь · h6 чёрная пешка · d5 белая пешка · f5 чёрный слон · a4 белый конь · b4 чёрная пешка · b3 белая пешка · d3 чёрный конь · f3 белый слон · g3 белый слон · a2 белая пешка · d2 белый ферзь · f2 белая пешка · g2 белая пешка · h2 белая пешка · b1 белый конь · d1 белая ладья · f1 белая ладья · g1 белый король | 8 |
| 7 | c8 чёрная ладья · d8 чёрный ферзь · e8 чёрная ладья · g8 чёрный король · f7 чёрная пешка · g7 чёрная пешка · a6 чёрная пешка · d6 чёрный слон · f6 чёрный конь · h6 чёрная пешка · d5 белая пешка · f5 чёрный слон · a4 белый конь · b4 чёрная пешка · b3 белая пешка · d3 чёрный конь · f3 белый слон · g3 белый слон · a2 белая пешка · d2 белый ферзь · f2 белая пешка · g2 белая пешка · h2 белая пешка · b1 белый конь · d1 белая ладья · f1 белая ладья · g1 белый король | c8 чёрная ладья · d8 чёрный ферзь · e8 чёрная ладья · g8 чёрный король · f7 чёрная пешка · g7 чёрная пешка · a6 чёрная пешка · d6 чёрный слон · f6 чёрный конь · h6 чёрная пешка · d5 белая пешка · f5 чёрный слон · a4 белый конь · b4 чёрная пешка · b3 белая пешка · d3 чёрный конь · f3 белый слон · g3 белый слон · a2 белая пешка · d2 белый ферзь · f2 белая пешка · g2 белая пешка · h2 белая пешка · b1 белый конь · d1 белая ладья · f1 белая ладья · g1 белый король | c8 чёрная ладья · d8 чёрный ферзь · e8 чёрная ладья · g8 чёрный король · f7 чёрная пешка · g7 чёрная пешка · a6 чёрная пешка · d6 чёрный слон · f6 чёрный конь · h6 чёрная пешка · d5 белая пешка · f5 чёрный слон · a4 белый конь · b4 чёрная пешка · b3 белая пешка · d3 чёрный конь · f3 белый слон · g3 белый слон · a2 белая пешка · d2 белый ферзь · f2 белая пешка · g2 белая пешка · h2 белая пешка · b1 белый конь · d1 белая ладья · f1 белая ладья · g1 белый король | c8 чёрная ладья · d8 чёрный ферзь · e8 чёрная ладья · g8 чёрный король · f7 чёрная пешка · g7 чёрная пешка · a6 чёрная пешка · d6 чёрный слон · f6 чёрный конь · h6 чёрная пешка · d5 белая пешка · f5 чёрный слон · a4 белый конь · b4 чёрная пешка · b3 белая пешка · d3 чёрный конь · f3 белый слон · g3 белый слон · a2 белая пешка · d2 белый ферзь · f2 белая пешка · g2 белая пешка · h2 белая пешка · b1 белый конь · d1 белая ладья · f1 белая ладья · g1 белый король | c8 чёрная ладья · d8 чёрный ферзь · e8 чёрная ладья · g8 чёрный король · f7 чёрная пешка · g7 чёрная пешка · a6 чёрная пешка · d6 чёрный слон · f6 чёрный конь · h6 чёрная пешка · d5 белая пешка · f5 чёрный слон · a4 белый конь · b4 чёрная пешка · b3 белая пешка · d3 чёрный конь · f3 белый слон · g3 белый слон · a2 белая пешка · d2 белый ферзь · f2 белая пешка · g2 белая пешка · h2 белая пешка · b1 белый конь · d1 белая ладья · f1 белая ладья · g1 белый король | c8 чёрная ладья · d8 чёрный ферзь · e8 чёрная ладья · g8 чёрный король · f7 чёрная пешка · g7 чёрная пешка · a6 чёрная пешка · d6 чёрный слон · f6 чёрный конь · h6 чёрная пешка · d5 белая пешка · f5 чёрный слон · a4 белый конь · b4 чёрная пешка · b3 белая пешка · d3 чёрный конь · f3 белый слон · g3 белый слон · a2 белая пешка · d2 белый ферзь · f2 белая пешка · g2 белая пешка · h2 белая пешка · b1 белый конь · d1 белая ладья · f1 белая ладья · g1 белый король | c8 чёрная ладья · d8 чёрный ферзь · e8 чёрная ладья · g8 чёрный король · f7 чёрная пешка · g7 чёрная пешка · a6 чёрная пешка · d6 чёрный слон · f6 чёрный конь · h6 чёрная пешка · d5 белая пешка · f5 чёрный слон · a4 белый конь · b4 чёрная пешка · b3 белая пешка · d3 чёрный конь · f3 белый слон · g3 белый слон · a2 белая пешка · d2 белый ферзь · f2 белая пешка · g2 белая пешка · h2 белая пешка · b1 белый конь · d1 белая ладья · f1 белая ладья · g1 белый король | c8 чёрная ладья · d8 чёрный ферзь · e8 чёрная ладья · g8 чёрный король · f7 чёрная пешка · g7 чёрная пешка · a6 чёрная пешка · d6 чёрный слон · f6 чёрный конь · h6 чёрная пешка · d5 белая пешка · f5 чёрный слон · a4 белый конь · b4 чёрная пешка · b3 белая пешка · d3 чёрный конь · f3 белый слон · g3 белый слон · a2 белая пешка · d2 белый ферзь · f2 белая пешка · g2 белая пешка · h2 белая пешка · b1 белый конь · d1 белая ладья · f1 белая ладья · g1 белый король | 7 |
| 6 | c8 чёрная ладья · d8 чёрный ферзь · e8 чёрная ладья · g8 чёрный король · f7 чёрная пешка · g7 чёрная пешка · a6 чёрная пешка · d6 чёрный слон · f6 чёрный конь · h6 чёрная пешка · d5 белая пешка · f5 чёрный слон · a4 белый конь · b4 чёрная пешка · b3 белая пешка · d3 чёрный конь · f3 белый слон · g3 белый слон · a2 белая пешка · d2 белый ферзь · f2 белая пешка · g2 белая пешка · h2 белая пешка · b1 белый конь · d1 белая ладья · f1 белая ладья · g1 белый король | c8 чёрная ладья · d8 чёрный ферзь · e8 чёрная ладья · g8 чёрный король · f7 чёрная пешка · g7 чёрная пешка · a6 чёрная пешка · d6 чёрный слон · f6 чёрный конь · h6 чёрная пешка · d5 белая пешка · f5 чёрный слон · a4 белый конь · b4 чёрная пешка · b3 белая пешка · d3 чёрный конь · f3 белый слон · g3 белый слон · a2 белая пешка · d2 белый ферзь · f2 белая пешка · g2 белая пешка · h2 белая пешка · b1 белый конь · d1 белая ладья · f1 белая ладья · g1 белый король | c8 чёрная ладья · d8 чёрный ферзь · e8 чёрная ладья · g8 чёрный король · f7 чёрная пешка · g7 чёрная пешка · a6 чёрная пешка · d6 чёрный слон · f6 чёрный конь · h6 чёрная пешка · d5 белая пешка · f5 чёрный слон · a4 белый конь · b4 чёрная пешка · b3 белая пешка · d3 чёрный конь · f3 белый слон · g3 белый слон · a2 белая пешка · d2 белый ферзь · f2 белая пешка · g2 белая пешка · h2 белая пешка · b1 белый конь · d1 белая ладья · f1 белая ладья · g1 белый король | c8 чёрная ладья · d8 чёрный ферзь · e8 чёрная ладья · g8 чёрный король · f7 чёрная пешка · g7 чёрная пешка · a6 чёрная пешка · d6 чёрный слон · f6 чёрный конь · h6 чёрная пешка · d5 белая пешка · f5 чёрный слон · a4 белый конь · b4 чёрная пешка · b3 белая пешка · d3 чёрный конь · f3 белый слон · g3 белый слон · a2 белая пешка · d2 белый ферзь · f2 белая пешка · g2 белая пешка · h2 белая пешка · b1 белый конь · d1 белая ладья · f1 белая ладья · g1 белый король | c8 чёрная ладья · d8 чёрный ферзь · e8 чёрная ладья · g8 чёрный король · f7 чёрная пешка · g7 чёрная пешка · a6 чёрная пешка · d6 чёрный слон · f6 чёрный конь · h6 чёрная пешка · d5 белая пешка · f5 чёрный слон · a4 белый конь · b4 чёрная пешка · b3 белая пешка · d3 чёрный конь · f3 белый слон · g3 белый слон · a2 белая пешка · d2 белый ферзь · f2 белая пешка · g2 белая пешка · h2 белая пешка · b1 белый конь · d1 белая ладья · f1 белая ладья · g1 белый король | c8 чёрная ладья · d8 чёрный ферзь · e8 чёрная ладья · g8 чёрный король · f7 чёрная пешка · g7 чёрная пешка · a6 чёрная пешка · d6 чёрный слон · f6 чёрный конь · h6 чёрная пешка · d5 белая пешка · f5 чёрный слон · a4 белый конь · b4 чёрная пешка · b3 белая пешка · d3 чёрный конь · f3 белый слон · g3 белый слон · a2 белая пешка · d2 белый ферзь · f2 белая пешка · g2 белая пешка · h2 белая пешка · b1 белый конь · d1 белая ладья · f1 белая ладья · g1 белый король | c8 чёрная ладья · d8 чёрный ферзь · e8 чёрная ладья · g8 чёрный король · f7 чёрная пешка · g7 чёрная пешка · a6 чёрная пешка · d6 чёрный слон · f6 чёрный конь · h6 чёрная пешка · d5 белая пешка · f5 чёрный слон · a4 белый конь · b4 чёрная пешка · b3 белая пешка · d3 чёрный конь · f3 белый слон · g3 белый слон · a2 белая пешка · d2 белый ферзь · f2 белая пешка · g2 белая пешка · h2 белая пешка · b1 белый конь · d1 белая ладья · f1 белая ладья · g1 белый король | c8 чёрная ладья · d8 чёрный ферзь · e8 чёрная ладья · g8 чёрный король · f7 чёрная пешка · g7 чёрная пешка · a6 чёрная пешка · d6 чёрный слон · f6 чёрный конь · h6 чёрная пешка · d5 белая пешка · f5 чёрный слон · a4 белый конь · b4 чёрная пешка · b3 белая пешка · d3 чёрный конь · f3 белый слон · g3 белый слон · a2 белая пешка · d2 белый ферзь · f2 белая пешка · g2 белая пешка · h2 белая пешка · b1 белый конь · d1 белая ладья · f1 белая ладья · g1 белый король | 6 |
| 5 | c8 чёрная ладья · d8 чёрный ферзь · e8 чёрная ладья · g8 чёрный король · f7 чёрная пешка · g7 чёрная пешка · a6 чёрная пешка · d6 чёрный слон · f6 чёрный конь · h6 чёрная пешка · d5 белая пешка · f5 чёрный слон · a4 белый конь · b4 чёрная пешка · b3 белая пешка · d3 чёрный конь · f3 белый слон · g3 белый слон · a2 белая пешка · d2 белый ферзь · f2 белая пешка · g2 белая пешка · h2 белая пешка · b1 белый конь · d1 белая ладья · f1 белая ладья · g1 белый король | c8 чёрная ладья · d8 чёрный ферзь · e8 чёрная ладья · g8 чёрный король · f7 чёрная пешка · g7 чёрная пешка · a6 чёрная пешка · d6 чёрный слон · f6 чёрный конь · h6 чёрная пешка · d5 белая пешка · f5 чёрный слон · a4 белый конь · b4 чёрная пешка · b3 белая пешка · d3 чёрный конь · f3 белый слон · g3 белый слон · a2 белая пешка · d2 белый ферзь · f2 белая пешка · g2 белая пешка · h2 белая пешка · b1 белый конь · d1 белая ладья · f1 белая ладья · g1 белый король | c8 чёрная ладья · d8 чёрный ферзь · e8 чёрная ладья · g8 чёрный король · f7 чёрная пешка · g7 чёрная пешка · a6 чёрная пешка · d6 чёрный слон · f6 чёрный конь · h6 чёрная пешка · d5 белая пешка · f5 чёрный слон · a4 белый конь · b4 чёрная пешка · b3 белая пешка · d3 чёрный конь · f3 белый слон · g3 белый слон · a2 белая пешка · d2 белый ферзь · f2 белая пешка · g2 белая пешка · h2 белая пешка · b1 белый конь · d1 белая ладья · f1 белая ладья · g1 белый король | c8 чёрная ладья · d8 чёрный ферзь · e8 чёрная ладья · g8 чёрный король · f7 чёрная пешка · g7 чёрная пешка · a6 чёрная пешка · d6 чёрный слон · f6 чёрный конь · h6 чёрная пешка · d5 белая пешка · f5 чёрный слон · a4 белый конь · b4 чёрная пешка · b3 белая пешка · d3 чёрный конь · f3 белый слон · g3 белый слон · a2 белая пешка · d2 белый ферзь · f2 белая пешка · g2 белая пешка · h2 белая пешка · b1 белый конь · d1 белая ладья · f1 белая ладья · g1 белый король | c8 чёрная ладья · d8 чёрный ферзь · e8 чёрная ладья · g8 чёрный король · f7 чёрная пешка · g7 чёрная пешка · a6 чёрная пешка · d6 чёрный слон · f6 чёрный конь · h6 чёрная пешка · d5 белая пешка · f5 чёрный слон · a4 белый конь · b4 чёрная пешка · b3 белая пешка · d3 чёрный конь · f3 белый слон · g3 белый слон · a2 белая пешка · d2 белый ферзь · f2 белая пешка · g2 белая пешка · h2 белая пешка · b1 белый конь · d1 белая ладья · f1 белая ладья · g1 белый король | c8 чёрная ладья · d8 чёрный ферзь · e8 чёрная ладья · g8 чёрный король · f7 чёрная пешка · g7 чёрная пешка · a6 чёрная пешка · d6 чёрный слон · f6 чёрный конь · h6 чёрная пешка · d5 белая пешка · f5 чёрный слон · a4 белый конь · b4 чёрная пешка · b3 белая пешка · d3 чёрный конь · f3 белый слон · g3 белый слон · a2 белая пешка · d2 белый ферзь · f2 белая пешка · g2 белая пешка · h2 белая пешка · b1 белый конь · d1 белая ладья · f1 белая ладья · g1 белый король | c8 чёрная ладья · d8 чёрный ферзь · e8 чёрная ладья · g8 чёрный король · f7 чёрная пешка · g7 чёрная пешка · a6 чёрная пешка · d6 чёрный слон · f6 чёрный конь · h6 чёрная пешка · d5 белая пешка · f5 чёрный слон · a4 белый конь · b4 чёрная пешка · b3 белая пешка · d3 чёрный конь · f3 белый слон · g3 белый слон · a2 белая пешка · d2 белый ферзь · f2 белая пешка · g2 белая пешка · h2 белая пешка · b1 белый конь · d1 белая ладья · f1 белая ладья · g1 белый король | c8 чёрная ладья · d8 чёрный ферзь · e8 чёрная ладья · g8 чёрный король · f7 чёрная пешка · g7 чёрная пешка · a6 чёрная пешка · d6 чёрный слон · f6 чёрный конь · h6 чёрная пешка · d5 белая пешка · f5 чёрный слон · a4 белый конь · b4 чёрная пешка · b3 белая пешка · d3 чёрный конь · f3 белый слон · g3 белый слон · a2 белая пешка · d2 белый ферзь · f2 белая пешка · g2 белая пешка · h2 белая пешка · b1 белый конь · d1 белая ладья · f1 белая ладья · g1 белый король | 5 |
| 4 | c8 чёрная ладья · d8 чёрный ферзь · e8 чёрная ладья · g8 чёрный король · f7 чёрная пешка · g7 чёрная пешка · a6 чёрная пешка · d6 чёрный слон · f6 чёрный конь · h6 чёрная пешка · d5 белая пешка · f5 чёрный слон · a4 белый конь · b4 чёрная пешка · b3 белая пешка · d3 чёрный конь · f3 белый слон · g3 белый слон · a2 белая пешка · d2 белый ферзь · f2 белая пешка · g2 белая пешка · h2 белая пешка · b1 белый конь · d1 белая ладья · f1 белая ладья · g1 белый король | c8 чёрная ладья · d8 чёрный ферзь · e8 чёрная ладья · g8 чёрный король · f7 чёрная пешка · g7 чёрная пешка · a6 чёрная пешка · d6 чёрный слон · f6 чёрный конь · h6 чёрная пешка · d5 белая пешка · f5 чёрный слон · a4 белый конь · b4 чёрная пешка · b3 белая пешка · d3 чёрный конь · f3 белый слон · g3 белый слон · a2 белая пешка · d2 белый ферзь · f2 белая пешка · g2 белая пешка · h2 белая пешка · b1 белый конь · d1 белая ладья · f1 белая ладья · g1 белый король | c8 чёрная ладья · d8 чёрный ферзь · e8 чёрная ладья · g8 чёрный король · f7 чёрная пешка · g7 чёрная пешка · a6 чёрная пешка · d6 чёрный слон · f6 чёрный конь · h6 чёрная пешка · d5 белая пешка · f5 чёрный слон · a4 белый конь · b4 чёрная пешка · b3 белая пешка · d3 чёрный конь · f3 белый слон · g3 белый слон · a2 белая пешка · d2 белый ферзь · f2 белая пешка · g2 белая пешка · h2 белая пешка · b1 белый конь · d1 белая ладья · f1 белая ладья · g1 белый король | c8 чёрная ладья · d8 чёрный ферзь · e8 чёрная ладья · g8 чёрный король · f7 чёрная пешка · g7 чёрная пешка · a6 чёрная пешка · d6 чёрный слон · f6 чёрный конь · h6 чёрная пешка · d5 белая пешка · f5 чёрный слон · a4 белый конь · b4 чёрная пешка · b3 белая пешка · d3 чёрный конь · f3 белый слон · g3 белый слон · a2 белая пешка · d2 белый ферзь · f2 белая пешка · g2 белая пешка · h2 белая пешка · b1 белый конь · d1 белая ладья · f1 белая ладья · g1 белый король | c8 чёрная ладья · d8 чёрный ферзь · e8 чёрная ладья · g8 чёрный король · f7 чёрная пешка · g7 чёрная пешка · a6 чёрная пешка · d6 чёрный слон · f6 чёрный конь · h6 чёрная пешка · d5 белая пешка · f5 чёрный слон · a4 белый конь · b4 чёрная пешка · b3 белая пешка · d3 чёрный конь · f3 белый слон · g3 белый слон · a2 белая пешка · d2 белый ферзь · f2 белая пешка · g2 белая пешка · h2 белая пешка · b1 белый конь · d1 белая ладья · f1 белая ладья · g1 белый король | c8 чёрная ладья · d8 чёрный ферзь · e8 чёрная ладья · g8 чёрный король · f7 чёрная пешка · g7 чёрная пешка · a6 чёрная пешка · d6 чёрный слон · f6 чёрный конь · h6 чёрная пешка · d5 белая пешка · f5 чёрный слон · a4 белый конь · b4 чёрная пешка · b3 белая пешка · d3 чёрный конь · f3 белый слон · g3 белый слон · a2 белая пешка · d2 белый ферзь · f2 белая пешка · g2 белая пешка · h2 белая пешка · b1 белый конь · d1 белая ладья · f1 белая ладья · g1 белый король | c8 чёрная ладья · d8 чёрный ферзь · e8 чёрная ладья · g8 чёрный король · f7 чёрная пешка · g7 чёрная пешка · a6 чёрная пешка · d6 чёрный слон · f6 чёрный конь · h6 чёрная пешка · d5 белая пешка · f5 чёрный слон · a4 белый конь · b4 чёрная пешка · b3 белая пешка · d3 чёрный конь · f3 белый слон · g3 белый слон · a2 белая пешка · d2 белый ферзь · f2 белая пешка · g2 белая пешка · h2 белая пешка · b1 белый конь · d1 белая ладья · f1 белая ладья · g1 белый король | c8 чёрная ладья · d8 чёрный ферзь · e8 чёрная ладья · g8 чёрный король · f7 чёрная пешка · g7 чёрная пешка · a6 чёрная пешка · d6 чёрный слон · f6 чёрный конь · h6 чёрная пешка · d5 белая пешка · f5 чёрный слон · a4 белый конь · b4 чёрная пешка · b3 белая пешка · d3 чёрный конь · f3 белый слон · g3 белый слон · a2 белая пешка · d2 белый ферзь · f2 белая пешка · g2 белая пешка · h2 белая пешка · b1 белый конь · d1 белая ладья · f1 белая ладья · g1 белый король | 4 |
| 3 | c8 чёрная ладья · d8 чёрный ферзь · e8 чёрная ладья · g8 чёрный король · f7 чёрная пешка · g7 чёрная пешка · a6 чёрная пешка · d6 чёрный слон · f6 чёрный конь · h6 чёрная пешка · d5 белая пешка · f5 чёрный слон · a4 белый конь · b4 чёрная пешка · b3 белая пешка · d3 чёрный конь · f3 белый слон · g3 белый слон · a2 белая пешка · d2 белый ферзь · f2 белая пешка · g2 белая пешка · h2 белая пешка · b1 белый конь · d1 белая ладья · f1 белая ладья · g1 белый король | c8 чёрная ладья · d8 чёрный ферзь · e8 чёрная ладья · g8 чёрный король · f7 чёрная пешка · g7 чёрная пешка · a6 чёрная пешка · d6 чёрный слон · f6 чёрный конь · h6 чёрная пешка · d5 белая пешка · f5 чёрный слон · a4 белый конь · b4 чёрная пешка · b3 белая пешка · d3 чёрный конь · f3 белый слон · g3 белый слон · a2 белая пешка · d2 белый ферзь · f2 белая пешка · g2 белая пешка · h2 белая пешка · b1 белый конь · d1 белая ладья · f1 белая ладья · g1 белый король | c8 чёрная ладья · d8 чёрный ферзь · e8 чёрная ладья · g8 чёрный король · f7 чёрная пешка · g7 чёрная пешка · a6 чёрная пешка · d6 чёрный слон · f6 чёрный конь · h6 чёрная пешка · d5 белая пешка · f5 чёрный слон · a4 белый конь · b4 чёрная пешка · b3 белая пешка · d3 чёрный конь · f3 белый слон · g3 белый слон · a2 белая пешка · d2 белый ферзь · f2 белая пешка · g2 белая пешка · h2 белая пешка · b1 белый конь · d1 белая ладья · f1 белая ладья · g1 белый король | c8 чёрная ладья · d8 чёрный ферзь · e8 чёрная ладья · g8 чёрный король · f7 чёрная пешка · g7 чёрная пешка · a6 чёрная пешка · d6 чёрный слон · f6 чёрный конь · h6 чёрная пешка · d5 белая пешка · f5 чёрный слон · a4 белый конь · b4 чёрная пешка · b3 белая пешка · d3 чёрный конь · f3 белый слон · g3 белый слон · a2 белая пешка · d2 белый ферзь · f2 белая пешка · g2 белая пешка · h2 белая пешка · b1 белый конь · d1 белая ладья · f1 белая ладья · g1 белый король | c8 чёрная ладья · d8 чёрный ферзь · e8 чёрная ладья · g8 чёрный король · f7 чёрная пешка · g7 чёрная пешка · a6 чёрная пешка · d6 чёрный слон · f6 чёрный конь · h6 чёрная пешка · d5 белая пешка · f5 чёрный слон · a4 белый конь · b4 чёрная пешка · b3 белая пешка · d3 чёрный конь · f3 белый слон · g3 белый слон · a2 белая пешка · d2 белый ферзь · f2 белая пешка · g2 белая пешка · h2 белая пешка · b1 белый конь · d1 белая ладья · f1 белая ладья · g1 белый король | c8 чёрная ладья · d8 чёрный ферзь · e8 чёрная ладья · g8 чёрный король · f7 чёрная пешка · g7 чёрная пешка · a6 чёрная пешка · d6 чёрный слон · f6 чёрный конь · h6 чёрная пешка · d5 белая пешка · f5 чёрный слон · a4 белый конь · b4 чёрная пешка · b3 белая пешка · d3 чёрный конь · f3 белый слон · g3 белый слон · a2 белая пешка · d2 белый ферзь · f2 белая пешка · g2 белая пешка · h2 белая пешка · b1 белый конь · d1 белая ладья · f1 белая ладья · g1 белый король | c8 чёрная ладья · d8 чёрный ферзь · e8 чёрная ладья · g8 чёрный король · f7 чёрная пешка · g7 чёрная пешка · a6 чёрная пешка · d6 чёрный слон · f6 чёрный конь · h6 чёрная пешка · d5 белая пешка · f5 чёрный слон · a4 белый конь · b4 чёрная пешка · b3 белая пешка · d3 чёрный конь · f3 белый слон · g3 белый слон · a2 белая пешка · d2 белый ферзь · f2 белая пешка · g2 белая пешка · h2 белая пешка · b1 белый конь · d1 белая ладья · f1 белая ладья · g1 белый король | c8 чёрная ладья · d8 чёрный ферзь · e8 чёрная ладья · g8 чёрный король · f7 чёрная пешка · g7 чёрная пешка · a6 чёрная пешка · d6 чёрный слон · f6 чёрный конь · h6 чёрная пешка · d5 белая пешка · f5 чёрный слон · a4 белый конь · b4 чёрная пешка · b3 белая пешка · d3 чёрный конь · f3 белый слон · g3 белый слон · a2 белая пешка · d2 белый ферзь · f2 белая пешка · g2 белая пешка · h2 белая пешка · b1 белый конь · d1 белая ладья · f1 белая ладья · g1 белый король | 3 |
| 2 | c8 чёрная ладья · d8 чёрный ферзь · e8 чёрная ладья · g8 чёрный король · f7 чёрная пешка · g7 чёрная пешка · a6 чёрная пешка · d6 чёрный слон · f6 чёрный конь · h6 чёрная пешка · d5 белая пешка · f5 чёрный слон · a4 белый конь · b4 чёрная пешка · b3 белая пешка · d3 чёрный конь · f3 белый слон · g3 белый слон · a2 белая пешка · d2 белый ферзь · f2 белая пешка · g2 белая пешка · h2 белая пешка · b1 белый конь · d1 белая ладья · f1 белая ладья · g1 белый король | c8 чёрная ладья · d8 чёрный ферзь · e8 чёрная ладья · g8 чёрный король · f7 чёрная пешка · g7 чёрная пешка · a6 чёрная пешка · d6 чёрный слон · f6 чёрный конь · h6 чёрная пешка · d5 белая пешка · f5 чёрный слон · a4 белый конь · b4 чёрная пешка · b3 белая пешка · d3 чёрный конь · f3 белый слон · g3 белый слон · a2 белая пешка · d2 белый ферзь · f2 белая пешка · g2 белая пешка · h2 белая пешка · b1 белый конь · d1 белая ладья · f1 белая ладья · g1 белый король | c8 чёрная ладья · d8 чёрный ферзь · e8 чёрная ладья · g8 чёрный король · f7 чёрная пешка · g7 чёрная пешка · a6 чёрная пешка · d6 чёрный слон · f6 чёрный конь · h6 чёрная пешка · d5 белая пешка · f5 чёрный слон · a4 белый конь · b4 чёрная пешка · b3 белая пешка · d3 чёрный конь · f3 белый слон · g3 белый слон · a2 белая пешка · d2 белый ферзь · f2 белая пешка · g2 белая пешка · h2 белая пешка · b1 белый конь · d1 белая ладья · f1 белая ладья · g1 белый король | c8 чёрная ладья · d8 чёрный ферзь · e8 чёрная ладья · g8 чёрный король · f7 чёрная пешка · g7 чёрная пешка · a6 чёрная пешка · d6 чёрный слон · f6 чёрный конь · h6 чёрная пешка · d5 белая пешка · f5 чёрный слон · a4 белый конь · b4 чёрная пешка · b3 белая пешка · d3 чёрный конь · f3 белый слон · g3 белый слон · a2 белая пешка · d2 белый ферзь · f2 белая пешка · g2 белая пешка · h2 белая пешка · b1 белый конь · d1 белая ладья · f1 белая ладья · g1 белый король | c8 чёрная ладья · d8 чёрный ферзь · e8 чёрная ладья · g8 чёрный король · f7 чёрная пешка · g7 чёрная пешка · a6 чёрная пешка · d6 чёрный слон · f6 чёрный конь · h6 чёрная пешка · d5 белая пешка · f5 чёрный слон · a4 белый конь · b4 чёрная пешка · b3 белая пешка · d3 чёрный конь · f3 белый слон · g3 белый слон · a2 белая пешка · d2 белый ферзь · f2 белая пешка · g2 белая пешка · h2 белая пешка · b1 белый конь · d1 белая ладья · f1 белая ладья · g1 белый король | c8 чёрная ладья · d8 чёрный ферзь · e8 чёрная ладья · g8 чёрный король · f7 чёрная пешка · g7 чёрная пешка · a6 чёрная пешка · d6 чёрный слон · f6 чёрный конь · h6 чёрная пешка · d5 белая пешка · f5 чёрный слон · a4 белый конь · b4 чёрная пешка · b3 белая пешка · d3 чёрный конь · f3 белый слон · g3 белый слон · a2 белая пешка · d2 белый ферзь · f2 белая пешка · g2 белая пешка · h2 белая пешка · b1 белый конь · d1 белая ладья · f1 белая ладья · g1 белый король | c8 чёрная ладья · d8 чёрный ферзь · e8 чёрная ладья · g8 чёрный король · f7 чёрная пешка · g7 чёрная пешка · a6 чёрная пешка · d6 чёрный слон · f6 чёрный конь · h6 чёрная пешка · d5 белая пешка · f5 чёрный слон · a4 белый конь · b4 чёрная пешка · b3 белая пешка · d3 чёрный конь · f3 белый слон · g3 белый слон · a2 белая пешка · d2 белый ферзь · f2 белая пешка · g2 белая пешка · h2 белая пешка · b1 белый конь · d1 белая ладья · f1 белая ладья · g1 белый король | c8 чёрная ладья · d8 чёрный ферзь · e8 чёрная ладья · g8 чёрный король · f7 чёрная пешка · g7 чёрная пешка · a6 чёрная пешка · d6 чёрный слон · f6 чёрный конь · h6 чёрная пешка · d5 белая пешка · f5 чёрный слон · a4 белый конь · b4 чёрная пешка · b3 белая пешка · d3 чёрный конь · f3 белый слон · g3 белый слон · a2 белая пешка · d2 белый ферзь · f2 белая пешка · g2 белая пешка · h2 белая пешка · b1 белый конь · d1 белая ладья · f1 белая ладья · g1 белый король | 2 |
| 1 | c8 чёрная ладья · d8 чёрный ферзь · e8 чёрная ладья · g8 чёрный король · f7 чёрная пешка · g7 чёрная пешка · a6 чёрная пешка · d6 чёрный слон · f6 чёрный конь · h6 чёрная пешка · d5 белая пешка · f5 чёрный слон · a4 белый конь · b4 чёрная пешка · b3 белая пешка · d3 чёрный конь · f3 белый слон · g3 белый слон · a2 белая пешка · d2 белый ферзь · f2 белая пешка · g2 белая пешка · h2 белая пешка · b1 белый конь · d1 белая ладья · f1 белая ладья · g1 белый король | c8 чёрная ладья · d8 чёрный ферзь · e8 чёрная ладья · g8 чёрный король · f7 чёрная пешка · g7 чёрная пешка · a6 чёрная пешка · d6 чёрный слон · f6 чёрный конь · h6 чёрная пешка · d5 белая пешка · f5 чёрный слон · a4 белый конь · b4 чёрная пешка · b3 белая пешка · d3 чёрный конь · f3 белый слон · g3 белый слон · a2 белая пешка · d2 белый ферзь · f2 белая пешка · g2 белая пешка · h2 белая пешка · b1 белый конь · d1 белая ладья · f1 белая ладья · g1 белый король | c8 чёрная ладья · d8 чёрный ферзь · e8 чёрная ладья · g8 чёрный король · f7 чёрная пешка · g7 чёрная пешка · a6 чёрная пешка · d6 чёрный слон · f6 чёрный конь · h6 чёрная пешка · d5 белая пешка · f5 чёрный слон · a4 белый конь · b4 чёрная пешка · b3 белая пешка · d3 чёрный конь · f3 белый слон · g3 белый слон · a2 белая пешка · d2 белый ферзь · f2 белая пешка · g2 белая пешка · h2 белая пешка · b1 белый конь · d1 белая ладья · f1 белая ладья · g1 белый король | c8 чёрная ладья · d8 чёрный ферзь · e8 чёрная ладья · g8 чёрный король · f7 чёрная пешка · g7 чёрная пешка · a6 чёрная пешка · d6 чёрный слон · f6 чёрный конь · h6 чёрная пешка · d5 белая пешка · f5 чёрный слон · a4 белый конь · b4 чёрная пешка · b3 белая пешка · d3 чёрный конь · f3 белый слон · g3 белый слон · a2 белая пешка · d2 белый ферзь · f2 белая пешка · g2 белая пешка · h2 белая пешка · b1 белый конь · d1 белая ладья · f1 белая ладья · g1 белый король | c8 чёрная ладья · d8 чёрный ферзь · e8 чёрная ладья · g8 чёрный король · f7 чёрная пешка · g7 чёрная пешка · a6 чёрная пешка · d6 чёрный слон · f6 чёрный конь · h6 чёрная пешка · d5 белая пешка · f5 чёрный слон · a4 белый конь · b4 чёрная пешка · b3 белая пешка · d3 чёрный конь · f3 белый слон · g3 белый слон · a2 белая пешка · d2 белый ферзь · f2 белая пешка · g2 белая пешка · h2 белая пешка · b1 белый конь · d1 белая ладья · f1 белая ладья · g1 белый король | c8 чёрная ладья · d8 чёрный ферзь · e8 чёрная ладья · g8 чёрный король · f7 чёрная пешка · g7 чёрная пешка · a6 чёрная пешка · d6 чёрный слон · f6 чёрный конь · h6 чёрная пешка · d5 белая пешка · f5 чёрный слон · a4 белый конь · b4 чёрная пешка · b3 белая пешка · d3 чёрный конь · f3 белый слон · g3 белый слон · a2 белая пешка · d2 белый ферзь · f2 белая пешка · g2 белая пешка · h2 белая пешка · b1 белый конь · d1 белая ладья · f1 белая ладья · g1 белый король | c8 чёрная ладья · d8 чёрный ферзь · e8 чёрная ладья · g8 чёрный король · f7 чёрная пешка · g7 чёрная пешка · a6 чёрная пешка · d6 чёрный слон · f6 чёрный конь · h6 чёрная пешка · d5 белая пешка · f5 чёрный слон · a4 белый конь · b4 чёрная пешка · b3 белая пешка · d3 чёрный конь · f3 белый слон · g3 белый слон · a2 белая пешка · d2 белый ферзь · f2 белая пешка · g2 белая пешка · h2 белая пешка · b1 белый конь · d1 белая ладья · f1 белая ладья · g1 белый король | c8 чёрная ладья · d8 чёрный ферзь · e8 чёрная ладья · g8 чёрный король · f7 чёрная пешка · g7 чёрная пешка · a6 чёрная пешка · d6 чёрный слон · f6 чёрный конь · h6 чёрная пешка · d5 белая пешка · f5 чёрный слон · a4 белый конь · b4 чёрная пешка · b3 белая пешка · d3 чёрный конь · f3 белый слон · g3 белый слон · a2 белая пешка · d2 белый ферзь · f2 белая пешка · g2 белая пешка · h2 белая пешка · b1 белый конь · d1 белая ладья · f1 белая ладья · g1 белый король | 1 |
|   | a | b | c | d | e | f | g | h |   |

1. e4 c5 2. Кf3 e6 3. d4 cd 4. К:d4 Кс6 5. Кb5 d6 6. c4 Кf6 7. К1c3 a6 8. Ка3 d5 9. cd ed 10. ed Кb4 11. Се2 Сс5 12. O-O O-O 13. Сf3 Сf5 14. Сg5 Ле8 15. Фd2 b5 16. Лаd1 Кd3 17. Каb1 h6 18. Сһ4 b4 19. Ка4 Сd6 20. Сg3 Лс8 21. b3 (см. диаграмму)

21 …g5 22. С:d6 Ф:d6 23. g3 Кd7 24. Сg2 Фf6 25. a3 a5 26. ab ab 27. Фа2 Сg6 28. d6 g4 29. Фd2 Крg7 30. f3 Ф:d6 31. fg Фd4+ 32. Крһ1 Кf6 33. Лf4 Ке4 34. Ф:d3 Кf2+ 35. Л:f2 С:d3 36. Лfd2 Фе3 37. Л:d3 Лс1 38. Кb2 Фf2 39. Кd2 Л:d1+ 40. К:d1 Ле1+, 0 : 1